# Move Like This
Move Like This ist das siebte und letzte Studioalbum der amerikanischen Rockband The Cars, das im Mai 2011 erschien. Das Album ist ihr erstes seit Door to Door aus dem Jahr 1987. Mit Ausnahme des Bassisten und Sängers Benjamin Orr, der 2000 an Bauchspeicheldrüsenkrebs starb, wirkten alle ursprünglichen Bandmitglieder an der Entstehung des Albums mit. Es erreichte die Top Ten der Billboard 200 und Platz 2 in den Billboard Top Rock Album Charts. Ein Single aus dem Album, Sad Song, erreichte Platz 33 in den Billboard Rock Songs Charts. Nach der Veröffentlichung des Albums ging die Band auf Tournee durch elf Städte in Nordamerika.

## Hintergrund und Entwicklung
Move Like This ist das erste gemeinsame Projekt der Gruppe um den Sänger Ric Ocasek, nachdem sie sich 1988 aufgelöst hatte. 1997 hatte Ocasek noch gesagt, dass die Band sich nicht wieder vereinen würde. Eine Zusammenarbeit einiger Mitglieder ergab sich 2005, als der Keyboarder Greg Hawkes und der Lead-Gitarrist Elliot Easton mit dem Sänger Todd Rundgren, dem Schlagzeuger Prairie Prince und dem Bassisten Kasim Sulton als „The New Cars“ auf Tournee gingen.
The Cars ersetzten Orr nicht durch einen anderen Bassisten. Stattdessen wurden die Basslinien programmiert oder von Hawkes und dem Produzenten Jacknife Lee gespielt, wobei Hawkes den Bass benutzte, der Orr gehört hatte. Während Ocasek und Orr bei den früheren Alben abwechselnd den Leadgesang übernommen hatten, ist Ocasek Stimme auf allen Tracks von Move Like This zu hören. Orr wurde in den Album-Credits dankend erwähnt: „Ben, your spirit was with us on this one.“ („Ben, dein Geist war hier mit uns.“)
Laut Billboard Magazine wurde das Album in Paul Orofinos Heimstudio in Millbrook, New York, aufgenommen. Weitere Aufnahme-Sessions fanden in Los Angeles statt. Der Titel des Albums stammt aus einer Zeile des Songs Too Late. Einer der Arbeitstitel für das Album war Sharp Subtle Flavor. Ocasek entschied sich jedoch für Move Like This („Beweg dich so“) als Anspielung auf den Ruf der Band, sich auf der Bühne nicht viel zu bewegen.

## Rezeption
Im Oktober 2010 veröffentlichte die Band einen einminütigen Clip von „Sad Song“ und ein 73-Sekunden-Sample von einem anderen Track aus dem Album, Blue Tip, auf ihrer Facebook-Seite. Ein Ausschnitt aus einem dritten Lied, Free, wurde später auf der Band-Seite gepostet. FMBQ Magazin beschrieben Free als „Rückkehr zu dem klassischen Ton von The Cars, den die Fans kennen und lieben.“
Am 17. Februar 2011, veröffentlichte die Band das ganze Video für „Blue Tip“ auf ihrer Facebook-Seite. Die erste Single, die im März des Jahres veröffentlicht wurde, war der Track Sad Song. Das Magazin Exclaim! kommentierte einen fröhlichen Beat und eine eingängige Mischung aus Synths und Gitarren.
Move Like This wurde am 10. Mai 2011 veröffentlicht und stieg auf Platz 7 der Billboard-200-Albumcharts. Das Album erhielt generell positive Bewertungen von Kritikern. Rolling Stone lobte die geschickte Zurückhaltung der Band und Lees Produktionsarbeit und beschrieb das Album als straff, schlank, nahtlos und effizient (taut, sleek, seamless, efficient). „The A.V. Club“ von The Onion gab dem Album ein B-Rating und lobte die eingängigen Songs Blue Tip und Sad Song, wobei die Ähnlichkeit des letzteren zu My Best Friends Girl vom Debütalbum der Band 1978 hervorgehoben wurde.
Rezensent Stephen Thomas Erlewine von Allmusic gab dem Album vier von fünf Sternen und beschrieb es als so hell, ansteckend und melodienreich wie The Cars auf ihrem Höhepunkt („as bright, infectious, and tuneful as the Cars at their prime“). Spin jedoch gab dem Album nur 5 von 10 Punkten wegen der Klobigkeit („clunkiness“) von Ocaseks Texten. Elizabeth Nelson von NPR bezeichnete es als gutes neues Album (fine new album) und hob „Blue Tip“ hervor als „glühendes Pop-Juwel“ („incandescent pop gem“) mit glänzender musikalischer Struktur.

## Nordamerika-Tour
Im April 2011 kündigte die Band eine Nordamerika-Tournee an, um das Album zu unterstützen. Die Tour durch elf Städte begann am 10. Mai in Seattle und schloss am 26. Mai im House of Blues in Boston. Die Aufführungen und Set-Listen wurden unterschiedlich bewertet. Der Hollywood Reporter Rezensent Erik Pedersen empfand Move Like This als überraschend gutes Album, beschrieb jedoch das Konzert am 12. Mai im Hollywood Palladium Show als eisig und lustlos. Jim Harrington von San Jose Mercury News beschrieb den Auftritt der Band im Fox Theater in Oakland als unglaublich flach und leidenschaftslos („flat and dispassionate“), lobte aber die musikalische Seite der Gruppe.
Auf der Tournee wurden die Songs Blue Tip, Keep On Knocking, Sad Song, Free, Drag On Forever und Hits Me aufgeführt, außerdem Material aus den Alben der Band aus den 1970er und 1980er Jahren. Orrs Bass-Parts wurden von Hawkes am Keyboard und Bass durchgeführt, Ocasek sang die Songs, die früher Orr gesungen hatte, Drive, Just What I Needed, Let’s Go und Moving in Stereo.

## Titelliste

### Standard Edition
| Nummer | Titel             | Songwriting | Produktion   | Länge |
| ------ | ----------------- | ----------- | ------------ | ----- |
| 1.     | Blue Tip          | Ric Ocasek  | Jacknife Lee | 3:13  |
| 2.     | Too Late          | Ric Ocasek  | The Cars     | 4:01  |
| 3.     | Keep On Knocking  | Ric Ocasek  | The Cars     | 3:52  |
| 4.     | Soon              | Ric Ocasek  | Jacknife Lee | 4:23  |
| 5.     | Sad Song          | Ric Ocasek  | Jacknife Lee | 3:38  |
| 6.     | Free              | Ric Ocasek  | Jacknife Lee | 3:17  |
| 7.     | Drag On Forever   | Ric Ocasek  | The Cars     | 3:37  |
| 8.     | Take Another Look | Ric Ocasek  | The Cars     | 4:46  |
| 9.     | It’s Only         | Ric Ocasek  | The Cars     | 3:01  |
| 10.    | Hits Me           | Ric Ocasek  | Jacknife Lee | 3:51  |

### Best Buy Edition
| Nummer | Titel                     | Songwriting           | Länge |
| ------ | ------------------------- | --------------------- | ----- |
| 11.    | One by One (demo version) | Ric Ocasek            | 3:52  |
| 12.    | Hits Me (demo version)    | Ric Ocasek            | 3:40  |
| 13.    | Rocket USA (demo version) | Alan Vega, Martin Rev | 5:04  |

Diese Enhanced-CD hat auch Videos für „Sad Song“ und „Blue Tip“. „Rocket USA“ ist ein Cover eines 1977 Song der amerikanischen Band Suicide, aus ihrem gleichnamigen Debüt-Album.

### iTunes Edition
| Nummer | Titel                   | Songwriting | Länge |
| ------ | ----------------------- | ----------- | ----- |
| 11.    | Blue Tip (demo version) | Ric Ocasek  | 2:58  |

## Charts
Album
| Charts                          | Höchste Position |
| ------------------------------- | ---------------- |
| Billboard 200 (USA)             | 7                |
| Billboard Top Rock Albums (USA) | 2                |

Single
| Titel    | Charts                     | Höchste Position |
| -------- | -------------------------- | ---------------- |
| Sad Song | Billboard Rock Songs (USA) | 33               |